# Wretsia
Wretsia (gr. Βρέτσια) – wieś w Republice Cypryjskiej, w dystrykcie Pafos. W 2011 roku liczyła 1 mieszkańca.